# Carl Friedrich Grimmert
Carl Friedrich Grimmert (* 21. Januar 1795 in Goltewitz; † 30. August 1865 in Mehringen) war ein deutscher evangelischer Pfarrer und Politiker.

## Leben
Der Sohn eines Tischlermeisters studierte von 1816 bis 1819 Evangelische Theologie und Philologie an der Universität Halle. Danach war er Privatlehrer, von 1827 bis 1842 Kaplan und Pfarrer in Sollnitz und Kleutsch, schließlich ab 1842 in Mehringen.
Vom 18. bis 30. Mai 1848 war er als fraktionsloser Abgeordneter für den Wahlkreis Anhalt-Dessau in Dessau Mitglied der Frankfurter Nationalversammlung. Er war als Stellvertreter von Carl Adolph Felix Aue vom Anhaltischen Landtags gewählt wurden und nahm dessen Mandat nach dessen Mandatsverzicht wahr. Nach der Wahl von Julius Carl Pannier schied er aus der Nationalversammlung aus. Er war zudem 1848/49 Mitglied des Anhaltischen Landtags.